# Federação Académica do Desporto Universitário
A Federação Académica do Desporto Universitário (FADU Portugal) é uma federação desportiva que foca o desporto como uma ferramenta na formação e educação. Nasceu de um movimento de várias academias do País com o objectivo de dinamizar, incentivar e organizar o desporto no seio do Ensino Superior.

## Apresentação
A FADU Portugal assume-se como uma federação multidesportiva que pretende, através das várias modalidades, fomentar a competição, o convívio, o intercâmbio de estudantes das várias instituições de ensino superior dentro e fora de Portugal, da mesma maneira que pretende promover os valores de mérito, rigor, ética, transparência e universalidade. Pretende, também, incentivar o espírito competitivo, de equipa e fair play induzindo hábitos de vida saudáveis na comunidade académica.
O principal objetivo desta instituição é promover o Desporto Universitário para que seja visto como uma referência do sistema desportivo, com base na força da sua marca, organização, envolvimento, dimensão e mérito, assim como elevar a FADU a um patamar de excelência enquanto federação desportiva e académica, tanto a nível nacional como internacional.
Tendo como missão organizar o desporto universitário português em toda a sua dimensão: desportiva, educativa e social, propõe-se a desenvolver a sua atividade assente nos valores inerentes à sua natureza e âmbito, enquanto federação de utilidade pública desportiva, que atua no sistema educativo do Ensino Superior.
Fundada a 2 de Março de 1990, por iniciativa de 10 Associações Académicas/Estudantes representativas das principais academias do país, está dotada do estatuto de Utilidade Pública Desportiva (UPD) desde do ano de 1995. Em 2013, este estatuto foi renovado e foi também atribuído o de Utilidade Pública à instituição. Desde 2000, a FADU tem a sua sede no Estádio Universitário de Lisboa.
Com um universo superior a 8000 praticantes filiados, representativos de 100 clubes (associações académicas/instituições de ensino
superior), que participam anualmente nas mais de 40 modalidades e 140 eventos desportivos programadas, a FADU tem crescido, ao longo dos anos, quer ao nível de atividades organizadas, quer ao nível de número de participantes, sendo considerada, hoje em dia, como uma das maiores federações desportivas de Portugal.
Ao longo da sua existência, a FADU tem procurado conquistar credibilidade a nível nacional e internacional. Prova disso é a sua participação como Membro Associado no Comité Olímpico de Portugal (COP), na Confederação do Desporto de Portugal (CDP), no Comité Paralímpico de Portugal (CPP) e no Conselho Nacional de Juventude (CNJ).
É apoiada para o desenvolvimento desportivo no Ensino Superior pelo Ministério da Educação e Ciência (MEC), Secretaria de Estado da Juventude e Desporto (SEJD) e pelo Instituto Português do Desporto e Juventude (IPDJ).
No panorama internacional, a FADU está representada, desde 1993, na Federação Internacional de Desporto Universitário (FISU) e foi membro fundador da Associação Europeia de Desporto Universitário (EUSA), em 1999.
Com a fundação da FADU e desde 1996, Portugal já foi escolhido para organizar 11 Campeonatos Mundiais Universitários, 12 Campeonatos Europeus Universitários, o 7º FISU Fórum em 2004 (em pleno Ano Europeu da Educação pelo Desporto), o 4º Simpósio da EUSA em 2005 (no âmbito das Comemorações do Ano Internacional do Desporto e da Educação Física) e a 14ª Assembleia Geral da EUSA, em 2013, que integrou ainda a conferência e a primeira Gala da Associação Europeia.

## Funções
- Representar o desporto do ensino superior e os interesses desportivos dos Clubes perante a Administração Pública, outras federações desportivas e demais organismos e entidades desportivas e do ensino superior, a nível nacional;
- Representar o desporto do ensino superior nacional perante os organismos congéneres e organismos internacionais;
- Promover, regulamentar e organizar competições desportivas nacionais no âmbito do ensino superior;
- Promover e organizar competições desportivas internacionais, em Portugal, no âmbito do ensino superior;
- Contribuir para a dignificação e valorização do estudante-atleta e do seu estatuto;
- Promover e organizar as selecções nacionais no âmbito do ensino superior;
- Contribuir através da prática desportiva para o fortalecimento do espírito académico;
- Promover, individual ou conjuntamente com outras federações desportivas, a formação de agentes desportivos, no âmbito das orientações estratégicas aprovadas pelos seus órgãos;
- Desenvolver políticas de recursos humanos adaptadas às necessidades, expectativas, fins e objectivos da organização;
- Promover a melhoria contínua ao nível dos serviços prestados e de toda a organização.

## Provas nacionais
- Andebol (F/M)
- Atletismo
  - Corta-Mato (F/M)
  - Pista Ar Live (F/M)
  - Pista Coberta (F/M)
  - Estrada (F/M)
- Badminton (F/M/Mx)
- Basquetebol (F/M)
- Bilhar (Mx)
- Bodyboard (F/M)
- Corfebol (Mx)
- Escalada (F/M)
- Esgrima (F/M)
- Golfe (F/M)
- Futebol 11 (M)
- Futebol society (F/M)
- Futsal (F/M)
- Hóquei em Patins (M)
- Judo (F/M)
- Karaté (F/M)
- Karting (F/M)
- Kickboxing (F/M)
- Natação
  - Piscina Longa (F/M)
  - Piscina Curta (F/M)
- Orientação (F/M)
- Pentatlo Moderno (F/M)
- Remo (F/M)
- Rugby 7s (F/M)
- Squash (F/M)
- Surf (F/M)
- Ténis de Mesa (F/M)
- Ténis (F/M)
- Taekwondo (F/M/Mx)
- Triatlo (F/M)
- Voleibol (F/M)
- Voleibol de Praia (F/M)
- Xadrez (Mx)

## Historial do desporto universitário
| Ano          | Acontecimento |
| ------------ | --- |
| Década de 40 | Foi criada a Inspecção do Desporto Universitário (DU), serviço integrado na Direcção de Serviços Universitários da Mocidade Portuguesa                                                                                        |
| 1945         | Criação do cargo de Inspector do DU. Realização dos Campeonatos Universitários da Mocidade Portuguesa |
| 1955         | Os estudantes organizaram em 1955/56 os Campeonatos das Associações de Estudantes que designaram por TIA (Torneios Inter-Associações)                                                                                         |
| 1957         | Criação da Instituto Nacional do Desporto Universitário (INDU) que ficaria na dependência do Ministro da Educação |
| 1963         | I Plano de Fomento do Desporto Universitário |
| 1967         | Fernando Almada (Judo) conquista a primeira medalha de Portugal nas Universíadas em Tóquio |
| 1968         | Cancelamento da realização da Universíada em Lisboa |
| 1973         | Desporto Escolar e Universitário ficam na alçada da Direcção Geral dos Desportos |
| 1977         | O Desporto Universitário fica na tutela da Direcção Geral do Ensino Superior |
| 1987         | É criada a Federação Portuguesa do Desporto Universitário (FPDU) (D.R. III nº129 de 5 de junho de 1987). Alexandre Yokochi (Natação, 200m bruços) conquista a primeira medalha de ouro de Portugal nas Universíadas em Zagreb |
| 1990         | Fundação da Federação Académica do Desporto Universitário (FADU) a 2 de Março |
| 1991         | Eleição da primeira direcção da FADU |
| 1993         | A FADU é aceite como membro da FISU (Buffalo, USA) |
| 1995         | É atribuído à FADU o Estatuto de Utilidade Pública Desportiva (DR nº244 II Série de 21 de outubro de 1995) |
| 1997         | Por proposta da FADU, a Assembleia Geral da FISU atribui o título de membro honorário ao Dr. Armando Rocha |
| 1999         | A FADU integra os fundadores da Associação Europeia do Desporto Universitário (EUSA) |
| 2000         | A FADU muda a sua sede para o Estádio Universitário de Lisboa |
| 2009         | A FADU altera os seus estatutos de forma adequar-se ao novo regime jurídico das federações desportivas, que implica profundas mudanças no modelo de participação na Assembleia-Geral                                          |

### Eventos internacionais em Portugal
| Ano   | Evento                         | Modalidade            | Entidade | Organização Local    | Local            |
| ----- | ------------------------------ | --------------------- | -------- | -------------------- | ---------------- |
| 1968  | 2º CMU                         | Judo                  | FISU     |                      | Lisboa           |
| 1996  | 10º CMU                        | Corta-Mato            | FISU     | FADU                 | Açoteias         |
| 1998  | 6º CMU                         | Futsal M              | FISU     | AAUM                 | Braga            |
| 2000  | 6º CMU                         | Andebol M             | FISU     | IPG/AAUBI            | Guarda/Covilhã   |
| 2001  | 1º CEU                         | Basquetebol F/M       | EUSA     | AAUAv                | Aveiro           |
| 2004  | 4º CEU                         | Voleibol F/M          | EUSA     | AAUM                 | Braga            |
| 2004  | 7º FISU Forum                  | Formação              | FISU     | FADU                 | Lisboa           |
| 2005  | 4º EUSA Symposium              | Formação              | EUSA     | AAUMa                | Funchal          |
| 2006  | 3º CEU                         | Badminton             | EUSA     | U.Lisboa             | Lisboa           |
| 2006  | 6º CEU                         | Basquetebol F/M       | EUSA     | AAUM                 | Guimarães        |
| 2008  | 10º CMU                        | Badminton             | FISU     | AAUM                 | Braga            |
| 2009  | 1º CEU                         | Golfe                 | EUSA     | AAUAlg               | Lagoa            |
| 2009  | 1º CEU                         | Taekwondo F/M         | EUSA     | AAUM                 | Braga            |
| 2010  | 7º CEU                         | Ténis                 | EUSA     | AAC                  | Coimbra          |
| 2010  | 4º CMU                         | Rugby 7s F/M          | FISU     | U.Porto              | Porto            |
| 2011  | 5º CEU                         | Ténis de Mesa         | EUSA     | AAUMa                | Funchal          |
| 2011  | 2º CEU                         | Taekwondo             | EUSA     | AAUM                 | Braga            |
| 2012  | 12º CMU                        | Xadrez                | FISU     | AAUM                 | Guimarães        |
| 2012  | 3º CMU                         | Futsal F              | FISU     | AAUM                 | Braga            |
| 2012  | 13º CMU                        | Futsal M              | FISU     | AAUM                 | Braga            |
| 2013  | 2º CEU                         | Judo F/M              | EUSA     | AAC                  | Coimbra          |
| 2013  | 10º CEU                        | Voleibol de Praia F/M | EUSA     | FAP                  | Porto            |
| 2013  | Assembleia Geral EUSA          | Assembleia            | EUSA     | FADU                 | Funchal          |
| 2014  | 22º CMU                        | Andebol               | FISU     | AAUM                 | Braga            |
| 2014  | 6º CMU                         | Voleibol de Praia F/M | FISU     | FAP                  | Porto            |
| 2015  | 8º CEU                         | Andebol F/M           | EUSA     | AAUM/UMinho          | Braga            |
| 2016  | 7º CMU                         | Floorball F/M         | FISU     | FFAP/UPorto          | Porto            |
| 2016  | 10º CMU                        | Karaté                | FISU     | AAUM/UMinho          | Braga            |
| 2016  | 7º CMU                         | Canoagem              | FISU     | UC/AAC/FPC           | Montemor-o-Velho |
| 2017  | 12º CEU                        | Futebol F/M           | EUSA     | FAP                  | Porto            |
| 2017  | 4º CEU                         | Judo                  | EUSA     | AAC/UC/CMC           | Coimbra          |
| 2017  | 5º CEU                         | Taekwondo             | EUSA     | AAC/UC/CMC           | Coimbra          |
| 2017  | 8º CEU                         | Karaté                | EUSA     | AAC/UC/CMC           | Coimbra          |
| 2017  | EUSA Gala e Conferência        | Formação, Celebração  | EUSA     | AAC/UC/CMC           | Coimbra          |
| 2018  | 8º CMU                         | Ciclismo              | FISU     | AAUM/UMinho          | Braga            |
| 2018  | 4º EUG (EUSA Games)            | Multidesportivo       | EUSA     | FADU/AAC/UC/CMC      | Coimbra          |
| 2018  | Conferência de Reitores (EUSA) | Conferência           | EUSA     | FADU/AAC/UC/CMC      | Coimbra          |
| 2019  | 4º CEU                         | Basquetebol 3x3       | EUSA     | FAP/UPorto/IPP       | Porto/Matosinhos |
| 2019  | 12º CEU                        | Futsal F/M            | EUSA     | AAUM/UMinho          | Braga            |
| 2019  | Assembleia Geral EUSA          | Assembleia            | EUSA     | FADU                 | Aveiro           |
| 2019  | EUSA Gala e Conferência        | Formação, Celebração  | EUSA     | FADU                 | Aveiro           |
| 2021* | 16º CEU                        | Basquetebol           | EUSA     | AAUAv/UAveiro        | Aveiro           |
| 2021* | 5º CEU                         | Rugby 7s              | EUSA     | ADESL/FAL/FAIPL/NOVA | Lisboa           |
| 2021* | 16º CEU                        | Voleibol              | EUSA     | AAUM/UMinho          | Braga            |

- Devido à pandemia estes eventos, aguarda-se decisão sobre a realização destes eventos, atendendo que os Jogos Europeus Universitários foram adiados de 2020 para 2021.

### Participação Portuguesa em Competições Internacionais Universitárias
| Ano  | Evento                     | Local                       | Atleta                                        | Prova                              | Classificação |
| ---- | -------------------------- | --------------------------- | --------------------------------------------- | ---------------------------------- | ------------- |
| 1967 | 5ª Universíada de Verão    | Japão (Tóquio)              | Fernando Almada                               | Judo (-80 kg)                      | Bronze        |
| 1968 | 2º CMU Judo                | Portugal (Lisboa)           | Fernando Almada                               | Judo (-80 kg)                      | Bronze        |
| 1985 | 13ª Universíada de Verão   | Japão (Kobe)                | Alexandre Yokochi                             | Natação (200m bruços)              | Prata         |
| 1987 | 14ª Universíada de Verão   | Croácia (Zagreb)            | Alexandre Yokochi                             | Natação (200m bruços)              | Ouro          |
| 1988 | 1º CMU Equestre            | França (Saumur)             | R. Pereira Coutinho                           | Equitação                          | Prata         |
| 1990 | 7º CMU Corta-Mato          | Polónia (Poznan)            | Mónica Gama                                   | Corta-Mato (F)                     | Prata         |
| 1992 | 8º CMU Corta-Mato          | França (Dijon)              | Vítor Almeida                                 | Corta-Mato (M)                     | Prata         |
| 1995 | 18ª Universíada de Verão   | Japão (Fukuoka)             | Nuno Fernandes                                | Atletismo (Salto com Vara)         | Bronze        |
| 1996 | 13º CMU Judo               | Canadá (Jonquiére)          | Guilherme Bentes                              | Judo (-73 kg)                      | Prata         |
| 1996 | 13º CMU Judo               | Canadá (Jonquiére)          | Pedro Soares                                  | Judo (-100 kg)                     | Bronze        |
| 1997 | 19ª Universíada de Verão   | Itália (Sicília)            | Carla Sacramento                              | Atletismo (1500m)                  | Prata         |
| 1997 | 19ª Universíada de Verão   | Itália (Sicília)            | António Travassos                             | Atletismo (1500m)                  | Bronze        |
| 1998 | 14º CMU Judo               | Chéquia (Praga)             | Guilherme Bentes                              | Judo (-73 kg)                      | Ouro          |
| 1998 | 14º CMU Judo               | Chéquia (Praga)             | Selecção Nacional Universitária               | Judo (equipas M)                   | Prata         |
| 1998 | 14º CMU Judo               | Chéquia (Praga)             | Nuno Carvalho                                 | Judo (-66 kg)                      | Bronze        |
| 1998 | 14º CMU Judo               | Chéquia (Praga)             | Nuno Delgado                                  | Judo (-81 kg)                      | Bronze        |
| 1998 | 14º CMU Judo               | Chéquia (Praga)             | Pedro Soares                                  | Judo (-100 kg)                     | Bronze        |
| 1998 | 14º CMU Judo               | Chéquia (Praga)             | Andreia Cavalleri                             | Judo (-63 kg)                      | Bronze        |
| 1998 | 11º CMU Corta-Mato         | Inglaterra (Luton)          | Selecção Nacional Universitária               | Corta-Mato (equipas M)             | Prata         |
| 1999 | 20ª Universíada de Verão   | Espanha (Palma Maiorca)     | Pedro Soares                                  | Judo (-100 kg)                     | Ouro          |
| 1999 | 20ª Universíada de Verão   | Espanha (Palma Maiorca)     | Ana Dias                                      | Atletismo (5000m)                  | Prata         |
| 1999 | 20ª Universíada de Verão   | Espanha (Palma Maiorca)     | Michel Almeida                                | Judo (-73 kg)                      | Bronze        |
| 2000 | 12º CMU Corta-Mato         | Alemanha (Jena)             | Anália Rosa                                   | Corta-Mato (F)                     | Ouro          |
| 2001 | 21ª Universíada de Verão   | China (Pequim)              | Susana Feitor                                 | Atletismo (20 km Marcha)           | Prata         |
| 2001 | 21ª Universíada de Verão   | China (Pequim)              | Nédia Semedo                                  | Atletismo (800m)                   | Prata         |
| 2002 | 13º CMU Corta-Mato         | Espanha (S. Compostela)     | Inês Monteiro                                 | Corta-Mato (F)                     | Bronze        |
| 2005 | 23ª Universíada de Verão   | Turquia (Izmir)             | Vera Santos                                   | Atletismo (20 km Marcha)           | Prata         |
| 2005 | 23ª Universíada de Verão   | Turquia (Izmir)             | Naide Gomes                                   | Atletismo (Salto Comprimento)      | Prata         |
| 2007 | 24ª Universíada de Verão   | Tailândia (Banguecoque)     | Jéssica Augusto                               | Atletismo (5000m) RU               | Ouro          |
| 2007 | 24ª Universíada de Verão   | Tailândia (Banguecoque)     | Luís Araújo                                   | Ginástica Artística (Salto Cavalo) | Prata         |
| 2008 | 11º CMU Futsal (M)         | Eslovênia (Koper)           | Selecção Nacional Universitária               | Futsal (M)                         | Ouro          |
| 2008 | 1º CMU Futsal (F)          | Brasil (Vitória)            | Selecção Nacional Universitária               | Futsal (F)                         | Prata         |
| 2009 | 25ª Universíada de Verão   | Sérvia (Belgrado)           | Nélson Évora                                  | Atletismo (Triplo Salto)           | Ouro          |
| 2009 | 25ª Universíada de Verão   | Sérvia (Belgrado)           | Sara Moreira                                  | Atletismo (3000m Obst.) RU         | Ouro          |
| 2009 | 25ª Universíada de Verão   | Sérvia (Belgrado)           | Sara Moreira                                  | Atletismo (5000m)                  | Ouro          |
| 2009 | 25ª Universíada de Verão   | Sérvia (Belgrado)           | Sónia Tavares                                 | Atletismo (100m)                   | Bronze        |
| 2009 | 25ª Universíada de Verão   | Sérvia (Belgrado)           | Ana Cachola                                   | Judo (-64 kg)                      | Bronze        |
| 2010 | 17º CMU Corta-Mato         | Canadá (Kingston)           | Sara Moreira                                  | Corta-Mato (F)                     | Ouro          |
| 2010 | 10º CMU Triatlo            | Espanha (Valência)          | Pedro Palma                                   | Triatlo (M)                        | Bronze        |
| 2010 | 11º CMU Taekwondo          | Espanha (Vigo)              | Ana Rita Nabiço e Tiago Francisco             | Poomsae (Par Misto)                | Bronze        |
| 2010 | 11º CMU Taekwondo          | Espanha (Vigo)              | Hugo Eiras, Ricardo Martins e Tiago Francisco | Poomsae (Trio M)                   | Bronze        |
| 2010 | 11º CMU Taekwondo          | Espanha (Vigo)              | Eduardo Rodrigues                             | Kyorugi (-74 kg)                   | Bronze        |
| 2010 | 11º CMU Taekwondo          | Espanha (Vigo)              | Nuno Costa                                    | Kyorugi (-63 kg)                   | Bronze        |
| 2010 | 4º CMU Rugby 7             | Portugal (Porto)            | Selecção Nacional Universitária               | Rugby 7 (F)                        | Bronze        |
| 2010 | 4º CMU Rugby 7             | Portugal (Porto)            | Selecção Nacional Universitária               | Rugby 7 (M)                        | Ouro          |
| 2010 | 2º CMU Futsal (F)          | Sérvia (Novi Sad)           | Selecção Nacional Universitária               | Futsal (F)                         | Prata         |
| 2011 | 26ª Universíada de Verão   | China (Shenzhen)            | Nélson Évora                                  | Atletismo (Triplo Salto)           | Ouro          |
| 2011 | 26ª Universíada de Verão   | China (Shenzhen)            | Patrícia Mamona                               | Atletismo (Triplo Salto)           | Prata         |
| 2011 | 26ª Universíada de Verão   | China (Shenzhen)            | Alberto Paulo                                 | Atletismo (3000m Obst.)            | Ouro          |
| 2011 | 26ª Universíada de Verão   | China (Shenzhen)            | Sara Moreira                                  | Atletismo (5000m)                  | Prata         |
| 2012 | 18º CMU Corta Mato         | Polónia (Lodz)              | Carla Salomé Rocha                            | Corta Mato (F)                     | Prata         |
| 2012 | 13º CMU Futsal             | Portugal (Braga)            | Selecção Nacional Universitária               | Futsal (F)                         | Bronze        |
| 2012 | 13º CMU Futsal             | Portugal (Braga)            | Selecção Nacional Universitária               | Futsal (M)                         | Bronze        |
| 2012 | 21º CMU Andebol            | Brasil (Blumenau)           | Selecção Nacional Universitária               | Andebol (M)                        | Prata         |
| 2013 | 27ª Universíada de Verão   | Rússia (Kazan)              | André Alves                                   | Judo (-73 kg)                      | Bronze        |
| 2013 | 27ª Universíada de Verão   | Rússia (Kazan)              | Marcos Chuva                                  | Atletismo (Salto Comprimento)      | Bronze        |
| 2013 | 27ª Universíada de Verão   | Rússia (Kazan)              | Fernando Pimenta                              | Canoagem (K1 1000m)                | Ouro          |
| 2013 | 27ª Universíada de Verão   | Rússia (Kazan)              | Fernando Pimenta                              | Canoagem (K1 500m)                 | Ouro          |
| 2014 | 22º CMU Andebol            | Portugal (Guimarães)        | Selecção Nacional Universitária               | Andebol (M)                        | Ouro          |
| 2015 | 28ª Universíada de Verão   | Coreia do Sul (Gwangju)     | Selecção Nacional Universitária               | Andebol (M)                        | Ouro          |
| 2015 | 28ª Universíada de Verão   | Coreia do Sul (Gwangju)     | Filipa Martins                                | Ginástica Artística (Trave)        | Bronze        |
| 2015 | 28ª Universíada de Verão   | Coreia do Sul (Gwangju)     | Joana Cunha                                   | Taekwondo (-57 kg)                 | Prata         |
| 2015 | 28ª Universíada de Verão   | Coreia do Sul (Gwangju)     | Rui Bragança                                  | Taekwondo (-58 kg)                 | Prata         |
| 2016 | 7º CMU Canoagem Velocidade | Portugal (Montemor-o-Velho) | Francisca Laia                                | Canoagem (K1 200m F)               | Ouro          |
| 2016 | 7º CMU Canoagem Velocidade | Portugal (Montemor-o-Velho) | Francisca Laia/Maria Cabrita                  | Canoagem (K2 200m F)               | Prata         |
| 2016 | 7º CMU Canoagem Velocidade | Portugal (Montemor-o-Velho) | Francisca Laia/Maria Cabrita                  | Canoagem (K2 500m F)               | Ouro          |
| 2016 | 7º CMU Canoagem Velocidade | Portugal (Montemor-o-Velho) | Bruno Afonso/Nuno Silva                       | Canoagem (C2 200m M)               | Prata         |
| 2016 | 7º CMU Canoagem Velocidade | Portugal (Montemor-o-Velho) | Bruno Afonso/Nuno Silva                       | Canoagem (C2 500m M)               | Prata         |
| 2016 | 7º CMU Canoagem Velocidade | Portugal (Montemor-o-Velho) | Bruno Afonso/Nuno Silva                       | Canoagem (C2 1000m M)              | Prata         |
| 2016 | 7º CMU Canoagem Velocidade | Portugal (Montemor-o-Velho) | David Varela                                  | Canoagem (K1 1000m M)              | Prata         |
| 2016 | 7º CMU Canoagem Velocidade | Portugal (Montemor-o-Velho) | Hugo Figueiras/David Varela                   | Canoagem (K2 500m M)               | Bronze        |
| 2016 | 5º CMU Futsal              | Brasil (Goiânia)            | Selecção Nacional Universitária               | Futsal (F)                         | Bronze        |
| 2016 | 10º CMU Karaté             | Portugal (Braga)            | Selecção Nacional Universitária               | Karaté (Katas Equipas F)           | Prata         |
| 2017 | 29ª Universíada de Verão   | Taipé Chinesa (Taipé)       | Francisco Belo                                | Atletismo (Lançamento do Peso)     | Ouro          |
| 2017 | 29ª Universíada de Verão   | Taipé Chinesa (Taipé)       | Marta Onofre                                  | Atletismo (Salto com Vara)         | Bronze        |
| 2017 | 29ª Universíada de Verão   | Taipé Chinesa (Taipé)       | Diogo Ferreira                                | Atletismo (Salto com Vara)         | Ouro          |
| 2017 | 29ª Universíada de Verão   | Taipé Chinesa (Taipé)       | Rui Bragança                                  | Taekwondo (-58 kg)                 | Prata         |
| 2017 | 29ª Universíada de Verão   | Taipé Chinesa (Taipé)       | Nuno Borges                                   | Ténis (M)                          | Bronze        |
| 2018 | 8º CMU Ciclismo            | Portugal (Braga)            | Ana Moreira                                   | Ciclismo (DHI)                     | Bronze        |
| 2018 | 8º CMU Ciclismo            | Portugal (Braga)            | Daniela Araujo                                | Ciclismo (DHI)                     | Prata         |
| 2018 | 8º CMU Ciclismo            | Portugal (Braga)            | João Pereira                                  | Ciclismo (DHI)                     | Bronze        |
| 2018 | 8º CMU Ciclismo            | Portugal (Braga)            | David Martins                                 | Ciclismo (DHI)                     | Ouro          |
| 2018 | 16º CMU Futsal             | Cazaquistão (Almaty)        | Selecção Nacional Universitária               | Futsal (F)                         | Bronze        |
| 2019 | 30ª Universíada de Verão   | Itália (Nápoles)            | Evelise Veiga                                 | Atletismo (Triplo Salto)           | Ouro          |
| 2019 | 30ª Universíada de Verão   | Itália (Nápoles)            | Evelise Veiga                                 | Atletismo (Salto Comprimento)      | Prata         |
| 2019 | 30ª Universíada de Verão   | Itália (Nápoles)            | Júlio Ferreira                                | Taekwondo (-74 kg)                 | Bronze        |
| 2019 | 30ª Universíada de Verão   | Itália (Nápoles)            | Selecção Nacional Universitária               | Basquetebol (F)                    | Bronze        |

## Historial de presidentes
| 1990-1991      | Comissão Instaladora             | Rui Augusto Lóio de Jesus Fonseca                                     | Universidade de Coimbra                          |
| 1991-1993      | Primeiros Órgãos Sociais         | Paulo Jorge Colaço Oliveira                                           | Universidade de Trás-os-Montes e Alto Douro      |
| 1993-1995      | Segundos Órgãos Sociais          | Pedro Miguel Pereira Dias                                             | Universidade da Beira Interior                   |
| 1995-1996      | Terceiros Órgãos Socias          | Adolfo Figueiredo Vidal                                               | Universidade do Minho                            |
| 1996-1997      | Quartos Órgãos Sociais           | Adolfo Figueiredo Vidal                                               | Universidade do Minho                            |
| 1997-1999      | Quintos Órgãos Sociais           | Filipe Manuel Santos                                                  | Universidade do Algarve                          |
| 1999-2001      | Sextos Órgãos Sociais            | Jorge Manuel Antunes Pinto                                            | Universidade da Beira Interior                   |
| 2001-2003      | Sétimos Órgãos Sociais           | Jorge Manuel Antunes Pinto                                            | Universidade da Beira Interior                   |
| 2003-2005      | Oitavos Órgãos Sociais           | Carlos Manuel de Sousa Santos                                         | Universidade do Minho                            |
| 2005-2006 2007 | Nonos Órgãos Sociais             | Carlos Manuel de Sousa Santos Paulo Jorge de Jesus Rodrigues Ferreira | Universidade do Minho Instituto Superior da Maia |
| 2007-2009      | Décimos Órgãos Sociais           | Luís André Silva e Couto                                              | Universidade de Aveiro                           |
| 2009-2010      | Décimos-primeiros Órgãos Sociais | Luís André Silva e Couto                                              | Universidade de Aveiro                           |
| 2010-2011      | Décimos-segundos Órgãos Sociais  | Bruno Tebbal Barracosa                                                | Universidade Técnica de Lisboa                   |
| 2011-2013      | Décimos-terceiros Órgãos Sociais | Bruno Tebbal Barracosa                                                | Universidade Técnica de Lisboa                   |
| 2013-2015      | Décimos-quartos Órgãos Sociais   | Ana Filipa Godinho                                                    | Universidade de Coimbra                          |
| 2015-2017      | Décimos-quintos Órgãos Sociais   | Daniel Monteiro                                                       | Instituto Politécnico de Lisboa                  |
| 2017-2019      | Décimos-sextos Órgãos Sociais    | Daniel Monteiro                                                       | Instituto Politécnico de Lisboa                  |
| 2019-2022      | Décimos-sétimos Órgãos Sociais   | André Reis                                                            | Universidade de Lisboa                           |
| 2022-2024      | Décimos-oitavos Órgãos Sociais   | Ricardo Nora                                                          | Universidade da Beira Interior                   |